# تینچودا
تینچودا (به لاتین: Tinchuda) یک منطقهٔ مسکونی در روسیه است که در داغستان واقع شده‌است.